# .iq
.iq là tên miền quốc gia cấp cao nhất (ccTLD) của Iraq.
Tên miền này bị quên lãng trong một thời gian dài, do ủy quyền bị giam giữ ở Texas do có liên quan đến khủng bố. Đã có những cuộc hội thảo để ủy quyền lại và khởi động nó vào thời điểm cuộc xâm lược Iraq năm 2003, và một sự tái ủy quyền cho Ủy quan Liên lạc và Phương tiện Quốc gia Iraq (NCMC) vào năm 2005 đã được chứng nhận bởi ICANN.